# Saint-Pons-de-Thomières
Saint-Pons-de-Thomières é uma comuna francesa na região administrativa de Occitânia, no departamento de Hérault. Estende-se por uma área de 40,99 km². Em 2010 a comuna tinha 2 018 habitantes (densidade: 49,2 hab./km²).